# ماتيلده يونكر
ماتيلده يونكر (بالدنماركية: Mathilde Juncker)‏ مواليد 3 مارس 1993 في روسكيلدا، هي لاعبة كرة يد دانمركية تلعب كحارس مرمى. مثلت منتخب الدنمارك لكرة اليد للسيدات.

## روابط خارجية
- ماتيلده يونكر على موقع الاتحاد الأوروبي لكرة اليد (الإنجليزية)
- ماتيلده يونكر على موقع أوليمبيديا (الإنجليزية)